# Louise Lateau
Louise Lateau (Bois-d'Haine, Belgija, 29. siječnja 1850. - Bois-d'Haine, Belgija, 25. kolovoza 1883.) - belgijska katolička mističarka i stigmatičarka. Njen slučaj jedan je od najbolje dokumentiranih slučajeva stigmatizacije. Postala je toliko poznata po svojim vizijama i stigmama 1860-ih da ju je tijekom tri godine pregledalo više od stotinu liječnika i dvjesto teologa.
Louise Lateau bila je kći belgijske radničke obitelji iz Bois-d'Hainea. Otac joj je umro, dok je Louise još bila mala. Majka ju je dala za kućnu pomoćnicu kad je imala jedanaest godina. Ubrzo nakon toga vratila se kući i morala je raditi kao krojačica. Tijekom epidemije kolere u Bois D'Haineu 1866., šesnaestogodišnja Louise Lateau njegovala je šestero žrtava epidemije. Sljedeće godine i sama se teško razboljela. Bolest je trajala, a 15. travnja 1868. bila je tako teško bolesna da je primila posljednje sakramente bolesničkog pomazanja. Šest dana kasnije pokazala je prve stigme. Slijedile su ekstaze i vizije. 
Počevši od 24. travnja 1868., bol se ponavljala svakog petka i krv je tekla iz njezine lijeve strane i stopala. Dana, 8. svibnja 1868., krv je potekla iz obje njene ruke kao iz rane od čavala. Dana, 25. rujna, stigme su dovršene pojavom četiri male mrlje krvi na dojkama kao da dolaze od četiri uboda iglom u srce. Rane su se pojavile bez vidljivog razloga u noći s četvrtka na petak i nestale sljedeće noći. Događale su se svakog petka sve do njezine smrti 1883. Dana, 17. srpnja 1868. fenomen krvarenja stigmi bio je popraćen ekstazom koja se svakog petka vraćala u obliku stanja nalik transu koje je trajalo ukupno 8 sati. Za vrijeme ekstaze, Lateau bi satima ostajala u kontemplaciji. Dok se činilo da ne opaža što se oko nje događa, mijenjala bi položaj i kretala se po sobi. Bila je neosjetljiva na bol i zvukove, ali je nakratko mogla izaći iz ekstaze na zahtjev župnika Bois-d'Hainea ili nekih svećenika. Lateau je tvrdila da je imala vizije muke Krista, Djevice Marije i svetaca.
Potkraj 1868., biskup Tournaija Gaspar-Joseph Labis otvorio je kanonsku istragu o Louise Lateau. Komisiju su činili klerici te laik, koji je bio državni ministar Adolphe Dechamps; i liječnik, dr. Lefebvre s Katoličkog Sveučilišta u Louvainu. Istraga je potvrdila Lateauinu iskrenost i autentičnost činjenica i zaključila da znanost nije mogla pronaći racionalno objašnjenje o tome što joj se dogodilo.
Povjesničar David Blackbourne u svojoj je studiji istaknuo kako postoji niz karakteristika u životu Louise Lateau koje postoje i kod bl. Ane Katarina Emerih, sv. Bernardice Soubirous i sv. Katarine Labouré. Sve su patile od grubog postupanja, ranog odvajanja od obitelji ili gubitka članova obitelji te života u zavisnosti od drugih i siromaštvu.